# North Tonawanda
North Tonawanda és una població dels Estats Units a l'estat de Nova York. Segons el cens del 2000 tenia 33.262 habitants.

## Demografia
Segons el cens del 2000, North Tonawanda tenia 33.262 habitants, 13.671 habitatges, i 8.981 famílies. La densitat de població era de 1.271,5 habitants per km².
Dels 13.671 habitatges en un 30,2% hi vivien nens de menys de 18 anys, en un 50,8% hi vivien parelles casades, en un 11,1% dones solteres, i en un 34,3% no eren unitats familiars. En el 29,5% dels habitatges hi vivien persones soles el 12,8% de les quals corresponia a persones de 65 anys o més que vivien soles. El nombre mitjà de persones vivint en cada habitatge era de 2,43 i el nombre mitjà de persones que vivien en cada família era de 3,03.
Per edats la població es repartia de la següent manera: un 23,7% tenia menys de 18 anys, un 8,6% entre 18 i 24, un 28,9% entre 25 i 44, un 23,1% de 45 a 60 i un 15,6% 65 anys o més.
L'edat mediana era de 38 anys. Per cada 100 dones de 18 o més anys hi havia 90,6 homes.
La renda mediana per habitatge era de 39.154 $ i la renda mediana per família de 50.219 $. Els homes tenien una renda mediana de 36.551 $ mentre que les dones 25.129 $. La renda per capita de la població era de 19.264 $. Entorn del 5,4% de les famílies i el 7,2% de la població estaven per davall del llindar de pobresa.

## Poblacions més properes
El següent diagrama mostra les poblacions més properes.